# Anna Theodora Eugster-Züst
Anna Theodora Eugster-Züst (Heiden, 29 augustus 1860 - Speicher, 19 december 1938) was een Zwitserse onderwijzeres en maatschappelijk werkster.

## Biografie
Anna Theodora Eugster-Züst was een dochter van Johann Konrad Züst, een fabrikant, rechter een kolonel, en van Karoline Goldschmidt. Haar schooltijd bracht ze door in een instituut in Wilhelmsdorf in Württemberg. Nadien verbleef ze een tijdje in Romandië en volgde ze in Riehen een verpleegstersopleiding. In 1887 huwde ze Howard Eugster, waardoor ze een schoonzus was van Ernst Steiger-Züst. Ze zette zich van 1887 tot 1909 in voor de publieke bijstand in Hundwil, waar ze als 'moeder van het dorp' werd beschouwd. Meer dan 50 jaar land gaf ze les in een zondagsschool. Op kantonnaal niveau zette ze zich in voor de zorg over pleegkinderen en de bescherming van jonge meisjes.
- Gemeinsame Normdatei: 108010898X
- Historisch woordenboek van Zwitserland: 044301
- Virtual International Authority File: 11145066415066590312